# 瓊樓洞
瓊樓洞（：／ Kyongru-dong */?）是北韓平壤市中區域的一個洞。2021年4月11日设立。

## 歷史
“瓊樓洞”这一名字為金正恩亲自提议。這塊地皮原為金日成1950年代中期至70年代居住的“五號官邸”，因此之前一直閑置。該住宅區2021年3月份動工，包括800套住房，獎勵“愛國有功人員”，包括北韓電視播音員李春姬。2021年4月11日，北韓最高人民會議常任委員會正式設立瓊樓洞。金正恩於2021年3月、4月和8月和2022年4月四次視察琼楼洞，在2022年4月3日的視察中指示要在4月15日金日成誕辰110年前一天交房。2022年4月14日，金正恩出席了瓊樓洞竣工儀式並剪綵。

## 地理
瓊樓洞位於普通江畔，鄰接萬壽洞和西門洞，為階梯式聯排住宅區，被視為平壤市區的風水寶地。